# The Pretty Reckless/Diskografie
Diese Diskografie ist eine Übersicht über die musikalischen Werke der US-amerikanischen Alternative-Rock-Band The Pretty Reckless. Den Quellenangaben und Schallplattenauszeichnungen zufolge hat sie bisher mehr als 1,9 Millionen Tonträger verkauft. Ihre erfolgreichste Veröffentlichung ist die Single Heaven Knows mit über einer Million verkauften Einheiten.

## Alben

### Studioalben
| Jahr | Titel Musiklabel                            | Höchstplatzierung, Gesamtwochen, AuszeichnungChartplatzierungen (Jahr, Titel, Musiklabel, Platzierungen, Wochen, Auszeichnungen, Anmerkungen) | Höchstplatzierung, Gesamtwochen, AuszeichnungChartplatzierungen (Jahr, Titel, Musiklabel, Platzierungen, Wochen, Auszeichnungen, Anmerkungen) | Höchstplatzierung, Gesamtwochen, AuszeichnungChartplatzierungen (Jahr, Titel, Musiklabel, Platzierungen, Wochen, Auszeichnungen, Anmerkungen) | Höchstplatzierung, Gesamtwochen, AuszeichnungChartplatzierungen (Jahr, Titel, Musiklabel, Platzierungen, Wochen, Auszeichnungen, Anmerkungen) | Höchstplatzierung, Gesamtwochen, AuszeichnungChartplatzierungen (Jahr, Titel, Musiklabel, Platzierungen, Wochen, Auszeichnungen, Anmerkungen) | Höchstplatzierung, Gesamtwochen, AuszeichnungChartplatzierungen (Jahr, Titel, Musiklabel, Platzierungen, Wochen, Auszeichnungen, Anmerkungen) | Anmerkungen                                               |
| Jahr | Titel Musiklabel                            | DE | AT | CH | UK | US | Rock | Anmerkungen                                               |
| ---- | ------------------------------------------- | --- | --- | --- | --- | --- | --- | --------------------------------------------------------- |
| 2010 | Light Me Up Interscope Records (UMG)        | — | — | — | UK6 Gold · (4 Wo.)UK | US65 (1 Wo.)US | Rock18 (1 Wo.)Rock | Erstveröffentlichung: 27. August 2010 Verkäufe: + 232.000 |
| 2014 | Going to Hell Cooking Vinyl (Indigo)        | DE35 (3 Wo.)DE | AT28 (1 Wo.)AT | CH35 (1 Wo.)CH | UK8 Silber · (6 Wo.)UK | US5 (29 Wo.)US | Rock2 (40 Wo.)Rock | Erstveröffentlichung: 12. März 2014 Verkäufe: + 325.000   |
| 2016 | Who You Selling For Razor & Tie (Sony)      | DE38 (1 Wo.)DE | AT42 (1 Wo.)AT | CH45 (1 Wo.)CH | UK23 (1 Wo.)UK | US13 (2 Wo.)US | Rock4 (8 Wo.)Rock | Erstveröffentlichung: 21. Oktober 2016 Verkäufe: + 4.157  |
| 2021 | Death by Rock and Roll Century Media (Sony) | DE5 (4 Wo.)DE | AT6 (2 Wo.)AT | CH4 (4 Wo.)CH | UK6 (1 Wo.)UK | US28 (1 Wo.)US | Rock3 (2 Wo.)Rock | Erstveröffentlichung: 12. Februar 2021 Verkäufe: + 66.000 |

### Kompilationen
| Jahr | Titel Musiklabel                  | Höchstplatzierung, Gesamtwochen, AuszeichnungChartplatzierungen (Jahr, Titel, Musiklabel, Platzierungen, Wochen, Auszeichnungen, Anmerkungen) | Höchstplatzierung, Gesamtwochen, AuszeichnungChartplatzierungen (Jahr, Titel, Musiklabel, Platzierungen, Wochen, Auszeichnungen, Anmerkungen) | Höchstplatzierung, Gesamtwochen, AuszeichnungChartplatzierungen (Jahr, Titel, Musiklabel, Platzierungen, Wochen, Auszeichnungen, Anmerkungen) | Höchstplatzierung, Gesamtwochen, AuszeichnungChartplatzierungen (Jahr, Titel, Musiklabel, Platzierungen, Wochen, Auszeichnungen, Anmerkungen) | Höchstplatzierung, Gesamtwochen, AuszeichnungChartplatzierungen (Jahr, Titel, Musiklabel, Platzierungen, Wochen, Auszeichnungen, Anmerkungen) | Höchstplatzierung, Gesamtwochen, AuszeichnungChartplatzierungen (Jahr, Titel, Musiklabel, Platzierungen, Wochen, Auszeichnungen, Anmerkungen) | Anmerkungen                            |
| Jahr | Titel Musiklabel                  | DE | AT | CH | UK | US | Rock | Anmerkungen                            |
| ---- | --------------------------------- | --- | --- | --- | --- | --- | --- | -------------------------------------- |
| 2022 | Other Worlds Century Media (Sony) | DE36 (1 Wo.)DE | — | CH82 (1 Wo.)CH | — | — | — | Erstveröffentlichung: 4. November 2022 |

### EPs
| Jahr | Titel Musiklabel                             | Höchstplatzierung, Gesamtwochen, AuszeichnungChartplatzierungen (Jahr, Titel, Musiklabel, Platzierungen, Wochen, Auszeichnungen, Anmerkungen) | Höchstplatzierung, Gesamtwochen, AuszeichnungChartplatzierungen (Jahr, Titel, Musiklabel, Platzierungen, Wochen, Auszeichnungen, Anmerkungen) | Höchstplatzierung, Gesamtwochen, AuszeichnungChartplatzierungen (Jahr, Titel, Musiklabel, Platzierungen, Wochen, Auszeichnungen, Anmerkungen) | Höchstplatzierung, Gesamtwochen, AuszeichnungChartplatzierungen (Jahr, Titel, Musiklabel, Platzierungen, Wochen, Auszeichnungen, Anmerkungen) | Höchstplatzierung, Gesamtwochen, AuszeichnungChartplatzierungen (Jahr, Titel, Musiklabel, Platzierungen, Wochen, Auszeichnungen, Anmerkungen) | Höchstplatzierung, Gesamtwochen, AuszeichnungChartplatzierungen (Jahr, Titel, Musiklabel, Platzierungen, Wochen, Auszeichnungen, Anmerkungen) | Anmerkungen                         |
| Jahr | Titel Musiklabel                             | DE | AT | CH | UK | US | Rock | Anmerkungen                         |
| ---- | -------------------------------------------- | --- | --- | --- | --- | --- | --- | ----------------------------------- |
| 2010 | The Pretty Reckless Interscope Records (UMG) | — | — | — | — | — | — | Erstveröffentlichung: 22. Juni 2010 |
| 2012 | Hit Me Like a Man Interscope Records (UMG)   | — | — | — | — | — | Rock44 (1 Wo.)Rock | Erstveröffentlichung: 6. März 2012  |

## Singles
| Jahr | Titel Album                                      | Höchstplatzierung, Gesamtwochen, AuszeichnungChartplatzierungen (Jahr, Titel, Album, Platzierungen, Wochen, Auszeichnungen, Anmerkungen) | Höchstplatzierung, Gesamtwochen, AuszeichnungChartplatzierungen (Jahr, Titel, Album, Platzierungen, Wochen, Auszeichnungen, Anmerkungen) | Höchstplatzierung, Gesamtwochen, AuszeichnungChartplatzierungen (Jahr, Titel, Album, Platzierungen, Wochen, Auszeichnungen, Anmerkungen) | Höchstplatzierung, Gesamtwochen, AuszeichnungChartplatzierungen (Jahr, Titel, Album, Platzierungen, Wochen, Auszeichnungen, Anmerkungen) | Höchstplatzierung, Gesamtwochen, AuszeichnungChartplatzierungen (Jahr, Titel, Album, Platzierungen, Wochen, Auszeichnungen, Anmerkungen) | Höchstplatzierung, Gesamtwochen, AuszeichnungChartplatzierungen (Jahr, Titel, Album, Platzierungen, Wochen, Auszeichnungen, Anmerkungen) | Anmerkungen                                                              |
| Jahr | Titel Album                                      | DE | AT | CH | UK | US | Rock | Anmerkungen                                                              |
| ---- | ------------------------------------------------ | --- | --- | --- | --- | --- | --- | ------------------------------------------------------------------------ |
| 2010 | Make Me Wanna Die Light Me Up                    | — | — | — | UK16 Silber · (12 Wo.)UK | — | — | Erstveröffentlichung: 30. März 2010 Verkäufe: + 230.000                  |
| 2010 | Miss Nothing Light Me Up                         | — | — | — | UK39 (3 Wo.)UK | — | — | Erstveröffentlichung: 27. Juni 2010                                      |
| 2010 | Just Tonight Light Me Up                         | — | — | — | — | — | — | Erstveröffentlichung: 23. Dezember 2010                                  |
| 2012 | Kill Me Going to Hell (Japanese Edition)         | — | — | — | — | — | — | Erstveröffentlichung: 7. Dezember 2012                                   |
| 2013 | Going to Hell                                    | — | — | — | — | — | — | Erstveröffentlichung: 24. September 2013                                 |
| 2013 | Heaven Knows Going to Hell                       | — | — | — | UK61 (3 Wo.)UK | US— PlatinUS | Rock17 (26 Wo.)Rock | Erstveröffentlichung: 19. November 2013 Verkäufe: + 1.080.000            |
| 2014 | Messed Up World (F’d Up World) Going to Hell     | — | — | — | — | — | Rock44 (2 Wo.)Rock | Erstveröffentlichung: 22. April 2014                                     |
| 2014 | House on a Hill Going to Hell                    | — | — | — | — | — | — | Erstveröffentlichung: 28. September 2014                                 |
| 2016 | Take Me Down Who You Selling For                 | — | — | — | — | — | Rock27 (18 Wo.)Rock | Erstveröffentlichung: 15. Juli 2016                                      |
| 2016 | Oh My God Who You Selling For                    | — | — | — | — | — | — | Erstveröffentlichung: 9. September 2016                                  |
| 2020 | Death by Rock and Roll                           | — | — | — | — | — | Rock19 (9 Wo.)Rock | Erstveröffentlichung: 15. Mai 2020                                       |
| 2020 | Broomsticks Death by Rock and Roll               | — | — | — | — | — | — | Erstveröffentlichung: 22. Oktober 2020                                   |
| 2020 | 25 Death by Rock and Roll                        | — | — | — | — | — | — | Erstveröffentlichung: 13. November 2020                                  |
| 2020 | Only You Frankenweenie (O.S.T.)                  | — | — | — | — | — | — | Erstveröffentlichung: 27. November 2020                                  |
| 2021 | And So It Went Death by Rock and Roll            | — | — | — | — | — | Rock46 (2 Wo.)Rock | Erstveröffentlichung: 8. Januar 2021 feat. Tom Morello                   |
| 2021 | Only Love Can Save Me Now Death by Rock and Roll | — | — | — | — | — | — | Erstveröffentlichung: 17. September 2021 feat. Matt Cameron & Kim Thayil |
| 2022 | Got So High (Remix) Other Worlds                 | — | — | — | — | — | — | Erstveröffentlichung: 26. August 2022                                    |
| 2022 | Harley Darling (Acoustic) Other Worlds           | — | — | — | — | — | — | Erstveröffentlichung: 23. September 2022                                 |

## Musikvideos
| Jahr | Titel                          | Regisseur(e)                                                 |
| ---- | ------------------------------ | ------------------------------------------------------------ |
| 2010 | Make Me Wanna Die              | Meiert Avis (Standard Version) Patrick Dwyer (Viral Version) |
| 2010 | Miss Nothing                   | Meiert Avis                                                  |
| 2010 | Just Tonight                   | Meiert Avis                                                  |
| 2012 | You                            | Meiert Avis                                                  |
| 2012 | My Medicine                    | Meiert Avis, Taylor Momsen, Stefan Smith                     |
| 2013 | Going to Hell                  | Tim Mattias                                                  |
| 2014 | Heaven Knows                   | Taylor Momsen, Jon J. Visuals                                |
| 2014 | Messed Up World (F’d Up World) | Taylor Momsen, Jon J. Visuals                                |
| 2014 | House on a Hill                |                                                              |
| 2016 | Take Me Down                   | Meiert Avis                                                  |
| 2017 | Oh My God                      | Meiert Avis                                                  |
| 2020 | 25                             | Jon J. Visuals                                               |
| 2021 | And So It Went                 | Taylor Momsen, Jon J. Visuals                                |
| 2021 | Only Love Can Save Me Now      | Taylor Momsen, Jon J. Visuals                                |
| 2022 | Got So High                    | Taylor Momsen, Jon J. Visuals                                |

## Sonderveröffentlichungen

### Alben
| Jahr | Titel Musiklabel                      | Anmerkungen                                                  |
| ---- | ------------------------------------- | ------------------------------------------------------------ |
| 2016 | Demo & Live (2009–2012) Eigenvertrieb | Erstveröffentlichung: 2016 Vertrieb nur über eigene Homepage |

### Lieder
| Jahr | Titel Album                                                           | Anmerkungen                            |
| ---- | --------------------------------------------------------------------- | -------------------------------------- |
| 2011 | Just Tonight (Live at BBC Radio 1) BBC Radio 1’s Live Lounge – Vol. 6 | Erstveröffentlichung: 31. Oktober 2011 |

| Jahr | Titel Soundtrack zu        | Anmerkungen                              |
| ---- | -------------------------- | ---------------------------------------- |
| 2010 | Make Me Wanna Die Kick-Ass | Erstveröffentlichung: 26. März 2010      |
| 2012 | Only You Frankenweenie     | Erstveröffentlichung: 25. September 2012 |

### Videoalben
| Jahr | Titel Musiklabel                                   | Anmerkungen                                                                                       |
| ---- | -------------------------------------------------- | ------------------------------------------------------------------------------------------------- |
| 2014 | Going to Hell – Musikvideos Cooking Vinyl (Victor) | Erstveröffentlichung: 19. November 2014 Bonus-DVD zu Going to Hell; Veröffentlichung nur in Japan |

## Promoveröffentlichungen
Promo-Singles

| Jahr | Titel Album                           | Höchstplatzierung, Gesamtwochen, AuszeichnungChartplatzierungen (Jahr, Titel, Album, Platzierungen, Wochen, Auszeichnungen, Anmerkungen) | Höchstplatzierung, Gesamtwochen, AuszeichnungChartplatzierungen (Jahr, Titel, Album, Platzierungen, Wochen, Auszeichnungen, Anmerkungen) | Höchstplatzierung, Gesamtwochen, AuszeichnungChartplatzierungen (Jahr, Titel, Album, Platzierungen, Wochen, Auszeichnungen, Anmerkungen) | Höchstplatzierung, Gesamtwochen, AuszeichnungChartplatzierungen (Jahr, Titel, Album, Platzierungen, Wochen, Auszeichnungen, Anmerkungen) | Höchstplatzierung, Gesamtwochen, AuszeichnungChartplatzierungen (Jahr, Titel, Album, Platzierungen, Wochen, Auszeichnungen, Anmerkungen) | Höchstplatzierung, Gesamtwochen, AuszeichnungChartplatzierungen (Jahr, Titel, Album, Platzierungen, Wochen, Auszeichnungen, Anmerkungen) | Anmerkungen                                    |
| Jahr | Titel Album                           | DE | AT | CH | UK | US | Rock | Anmerkungen                                    |
| ---- | ------------------------------------- | --- | --- | --- | --- | --- | --- | ---------------------------------------------- |
| 2014 | Follow Me Down Going to Hell          | — | — | — | — | — | Rock36 (8 Wo.)Rock | Erstveröffentlichung: 2014                     |
| 2016 | Back to the River Who You Selling For | — | — | — | — | — | — | Erstveröffentlichung: 2016 feat. Warren Haynes |

## Statistik

### Chartauswertung
|                     | DE    | AT    | CH    | UK    | US    | Rock      |
| ------------------- | ----- | ----- | ----- | ----- | ----- | --------- |
| Nummer-eins-Alben   | DE—DE | AT—AT | CH—CH | UK—UK | US—US | Rock—Rock |
| Top-10-Alben        | DE1DE | AT1AT | CH1CH | UK3UK | US1US | Rock3Rock |
| Alben in den Charts | DE4DE | AT3AT | CH4CH | UK4UK | US4US | Rock5Rock |

|                       | DE    | AT    | CH    | UK    | US    | Rock      |
| --------------------- | ----- | ----- | ----- | ----- | ----- | --------- |
| Nummer-eins-Singles   | DE—DE | AT—AT | CH—CH | UK—UK | US—US | Rock—Rock |
| Top-10-Singles        | DE—DE | AT—AT | CH—CH | UK—UK | US—US | Rock—Rock |
| Singles in den Charts | DE—DE | AT—AT | CH—CH | UK3UK | US—US | Rock6Rock |

### Auszeichnungen für Musikverkäufe
| 2× Silberne Schallplatte - Europa (Impala) - 2014: für das Album Going to Hell Goldene Schallplatte - Brasilien - 2024: für die Single Make Me Wanna Die - Kanada - 2016: für das Album Going to Hell | Platin-Schallplatte - Kanada - 2020: für die Single Heaven Knows |

Anmerkung: Auszeichnungen in Ländern aus den Charttabellen bzw. Chartboxen sind in ebendiesen zu finden.
| Land/RegionAuszeichnungen für Musikverkäufe (Land/Region, Auszeichnungen, Verkäufe, Quellen) | Silber     | Gold     | Platin     | Verkäufe  | Quellen                   |
| -------------------------------------------------------------------------------------------- | ---------- | -------- | ---------- | --------- | ------------------------- |
| Brasilien (PMB)                                                                              | —          | Gold1    | —          | 30.000    | pro-musicabr.org.br       |
| Europa (Impala)                                                                              | 2× Silber2 | —        | —          | (40.000)  | Einzelnachweise           |
| Kanada (MC)                                                                                  | —          | Gold1    | Platin1    | 120.000   | musiccanada.com           |
| Vereinigte Staaten (RIAA)                                                                    | —          | —        | Platin1    | 1.423.000 | riaa.com Einzelnachweise  |
| Vereinigtes Königreich (BPI)                                                                 | 2× Silber2 | Gold1    | —          | 364.157   | bpi.co.uk Einzelnachweise |
| Insgesamt                                                                                    | 4× Silber4 | 3× Gold3 | 2× Platin2 |           |                           |